# Karol Buczkowski
Karol Buczkowski (ur. 22 sierpnia 1904, zm. 19 lipca 1990) – polski inżynier, geodeta, „Sprawiedliwy wśród Narodów Świata”.

## Życiorys
W trakcie II wojny światowej mieszkał w Kamionce Strumiłowej nieopodal Tarnopola (dystrykt Galicja, Generalne Gubernatorstwo). Pomagał znajomemu Żydowi, Otto Rajniszowi, który był prawnikiem, aktywnym w życiu miejscowej społeczności żydowskiej. Buczkowski znalazł mu pokój we wsi Sielec, gdzie Rajnisz zatrudnił się jako robotnik rolny. Buczkowski, kierownik robót odwadniających prowadzonych nieopodal, pozostawał w bliskich kontaktach z lokalnymi władzami. Dowiedział się o planowanej łapance Żydów, która miała zostać przeprowadzona przez Niemców. Natychmiast powiadomił Ottona, który zdążył się ukryć. Następnie zapewnił mu fałszywe dokumenty i pomógł przenieść się do wsi Niezwiska, gdzie doczekał oswobodzenia przez Armię Czerwoną.
27 września 1983 r. Instytut Jad Waszem uhonorował Karola Buczkowskiego medalem „Sprawiedliwy wśród Narodów Świata”.